# Chữ Maya

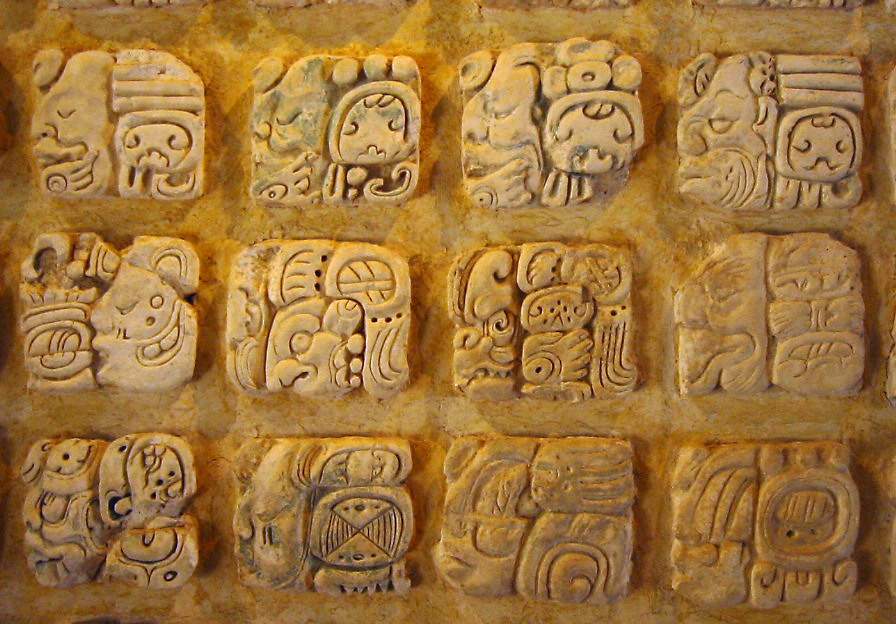
Bản khắc văn tự cổ của Maya

Chữ Maya, còn được gọi là Văn tự Maya (Maya glyphs), là hệ thống chữ viết bản địa của nền văn minh Maya ở Trung Mỹ và là hệ thống chữ viết duy nhất của vùng Trung Mỹ đã được giải mã đáng kể. Những bản khắc sớm nhất được tìm thấy có thể xác định là của người Maya có từ thế kỷ thứ 3 trước Công nguyên ở San Bartolo ở Guatemala. Chữ viết của người Maya được sử dụng liên tục trên khắp Trung Mỹ cho đến khi người Tây Ban Nha chinh phục người Maya vào thế kỷ 16 và 17.
Người Maya đã sử dụng các biểu đồ được bổ sung bằng một tập hợp các ký tự âm tiết, có chức năng hơi giống với chữ Nhật Bản hiện đại. Chữ viết Maya được các nhà thám hiểm châu Âu đầu thế kỷ 18 và 19 gọi là "chữ tượng hình" những người tham quan nhận thấy hình dáng tổng thể của nó gợi nhớ đến chữ tượng hình Ai Cập (chữ nêm), mặc dù hai hệ thống này không liên quan đến nhau. Mặc dù các ngôn ngữ Maya hiện đại hầu như được viết hoàn toàn bằng bảng chữ cái Latinh chứ không phải chữ Maya (do sự cai trị của thực dân châu Âu) nhưng hiện nay đã có những phát triển gần đây khuyến khích sự hồi sinh của hệ thống chữ tượng hình Maya.

## Bảng âm tiết
|         | a | e | i | o | u |
| ------- | - | - | - | - | - |
|         |   |   |   |   |   |
| b       |   |   |   |   |   |
| ch /tš/ |   |   |   |   |   |
| ch'     |   |   |   |   |   |
| h /h/   |   |   |   |   |   |
| j /x/   |   |   |   |   |   |
| k       |   |   |   |   |   |
| k'      |   |   |   |   |   |
| l       |   |   |   |   |   |
| m       |   |   |   |   |   |
| n       |   |   |   |   |   |
| p       |   |   |   |   |   |
| s       |   |   |   |   |   |
| t       |   |   |   |   |   |
| t'      |   |   |   |   |   |
| tz /ts/ |   |   |   |   |   |
| tz'     |   |   |   |   |   |
| w       |   |   |   |   |   |
| x /š/   |   |   |   |   |   |
| y /j/   |   |   |   |   |   |
|         | a | e | i | o | u |